# Соколов, Евгений (хоккеист)
Евгений Соколов (1927 — неизвестно) — советский хоккеист, нападающий.
В сезоне 1947/48 играл в команде второй группы СКИФ Ленинград. Следующие четыре сезона провёл в ленинградских командах первой группы «Большевик» (1949/50) и «Динамо» (1950/51 — 1952/53).